# Abbaye Saint-Sauveur de Vertus
Ne doit pas être confondu avec Abbaye Notre-Dame de Vertus.
L'abbaye Saint-Sauveur de Vertus est une ancienne abbaye bénedictine située à Vertus dans la Marne détruite après la Révolution.

## Histoire
Saint-Arnould, abbé de St-Médard de Soissons, vient visiter en 1080, le comte de Champagne, Thibaud Ier, dans son château-forteresse de Vertus. Sur la prière d'Adèle de Crespy, son épouse, ils fondent, au même lieu, deux abbayes d'hommes l'une pour les chanoines réguliers de l'Ordre de Saint-Augustin, sous le vocable de Notre-Dame de Vertus, l'autre pour les religieux de Saint-Benoît, sous celui de Saint-Sauveur de Vertus. Les 12 premiers moines de Saint-Sauveur viennent de l'abbaye Saint-Médard de Soissons.
En 1354, le roi Jean II le Bon déclare qu'en reconnaissance des subsistances fournies à son armée de Flandre, il prend les religieux sous sa protection, les exempte à toujours, eux et leurs biens, de la justice séculière, et conserve leurs privilèges de haute, moyenne et basse justice. Le droit de haute justice leur est souvent contesté par les comtes de Vertus ; mais il leur est confirmé par plusieurs sentences, titres royaux, et en dernier lieu par un arrêt du grand conseil, de 1750.
Sous le règne de Charles VII, Vertus est plusieurs fois pris et repris. Les couvents ne sont pas épargnés; plusieurs religieux se retirent dans les cures des campagnes dépendantes de l'abbaye; quelques-uns seulement restent avec l'abbé. Les moines cèdent uns grande partie de leurs terres, ce qui diminue leurs revenus. L'abbaye est longtemps en souffrance; les comtes de Vertus usurpent leurs droits, les habitants usurpent leurs terres, les bâtiments tombent en ruines. 
Vers 1520, l'abbaye recouvre ses droits ; l'église est restaurée ; les religieux dispersés sont rappelés ; de nouveaux frères sont admis ; dix prêtres et trois novices célèbrent jour et nuit, l'office divin.
À partir du concordat de Bologne, le règne des abbés commendataires se substitue au régime des abbés réguliers ; apportant en partie, la ruine de l'esprit religieux. 
En 1568, au début de la deuxième guerre de Religion, les huguenots, sous la conduite du prince de Condé, occupent Vertus. Ils en veulent surtout aux maisons religieuses ; l'abbaye de Saint-Sauveur est ruinée. La plupart des religieux se dispersent dans les cures dépendantes de l'abbaye. Les abbés commendataires finissent par jouir seuls de tous les revenus de l'abbaye. Ils payent deux moines mendiants pour dire, chaque jour, une messe basse dans un coin de l'église ruinée. En 1652, le clocher s'écroule. 
En 1676, Félix Vialart de Herse s'adresse à  Rome, qui nomme trois religieux bénédictins. L'abbé commendataire consent à l'introduction des religieux réformés de la congrégation de Saint-Vanne et nomme le prieur, son grand-vicaire irrévocable. Les religieux se chargent de la réédification et de l'entretien de l'église et des bâtiments claustraux. 
De 1676 jusqu'en 1799, le monastère est continuellement occupé par cinq ou six religieux bénédictins de la congrégation de Saint-Vanne , sous l'autorité d'un prieur. Les nouveaux bâtiments claustraux s’élèvent sur deux ailes, l'une destinée aux religieux, et la seconde aux gens de service. Le commendataire, de son côté, fait construire une abbatiale. Les vastes jardins sont enclos de murs. La nouvelle église n'occupe qu'une partie du chœur de l'ancienne ; c'est une chapelle rectangulaire de vingt mètres de long sur sept mètres de large, entièrement voûtée, dotée de quatre cloches et d'un bel orgue, qui est aujourd'hui dans l'église Saint-Laurent de Vraux.
Les religieux de Saint-Sauveur ouvrent un « collège ». Dom Mabille, un des religieux se consacre d'une manière exclusive à l'enseignement du latin, du français, pendant plus de trente ans. Claude Deschamps en est l’élève.
Le 13 février 1790, l'Assemblée constituante prononce l'abolition des vœux monastiques et la suppression des congrégations religieuses. L'abbaye est fermée. Les bénédictins de Saint-Sauveur quittent leur couvent vers la fin de l'année. En 1792, les bâtiments de Saint-Sauveur sont convertis en magasins militaires ; en 1795, l'abbaye est vendue comme bien national. L'acheteur fait démolir l'église ; les bâtiments claustraux sont démolis l'année suivante. 
L'abbatiale, construite en 1788, est encore debout en 1839.

## Abbés

### Abbés réguliers
- 1081 : Sophrosne ou Sophrone, premier abbé, venant de Saint-Médard de Soissons
- ~ 1100 : Pierre
- ~ 1140 : Gérard, venant de Marmoutier, ensuite abbé d'Aulne[5]
- ~ 1146 : Robert
- ~ 1179 : Pierre
- ~ 1509 : Jean Solet
- ~ 1520 :Simon Thomas (†1559), dernier régulier

### Abbés commendataires
À partir du Concordat de Bologne, commence la série des abbés commendataires et seigneurs temporels :
- 1559 : Étienne Boucher (1560-1571), secrétaire du seigneur de Lauzac, aussi abbé de Notre-Dame de Vertus et évêque de Cornouailles.

...

Pendant trois générations, les Colbert se transmirent l'abbaye de neveu en neveu, mais les sources divergent.

Selon Jadart :
- 1609 : Nicolas Colbert (†1637), aumônier de Henri IV en 1598.
- 1637 : Simon Colbert (†1666), neveu du précédent.
- 1666 : Oudard Colbert, oncle  de Jean-Baptiste Colbert.

Selon Maupassant:
- 1620-1654 : Oudard/Edouard Colbert (†1656).
- 1656 : Nicolas Colbert, chanoine de Reims, neveu du précédent.
- 1660 : Nicolas Colbert (1628-1676), évêque de Luçon puis d’Auxerre, frère de Jean-Baptiste Colbert,  échange l'abbaye contre le prieuré de la Charité-sur-Loire, avec :
- 1664 : Jean Martineau, conseiller-clerc au parlement de Paris

...
- 1691 : Eléonore de Cauchon de Léry,
- N de Lusancy
- 1782 : Louis-Alexandre de Colla de Pradines (†1788), aumônier de la comtesse d'Artois, abbé de l'Abbaye de Saint-Cybard, prévôt de Sainte-Cécile et vicaire général du diocèse d'Albi.

## Prieurs
Le prieur est le moine choisi par l'abbé pour le seconder : on parle alors de prieur claustral, ou de grand-vicaire, numéro deux d'une abbaye. Le prieur, depuis la mise en commende, est le véritable chef du monastère
- 1789 : Josette Mazette,  prieur et titulaire de la chapelle de Sainte-Barbe de Voipreux, prit part en 1789 aux assemblées générales des trois ordres du bailliage de Châlons sur Marne
- 1790 : Dom Thevenin, prieur

## Patrimoine foncier
Elle reçut des dons de presque tous les comtes et les comtesses de Champagne, des évêques de Châlons et de plusieurs nobles du pays. L'abbaye possédait La seigneurie de Saint-Sauveur ou terre de Mont-Chenil à Vertus, avec le droit de haute, moyenne et basse justice; le droit de censives, de lots et ventes, de rouage, etc. La seigneurie d'Etrechy avec la haute, moyenne et basse justice, les droits de lots et ventes, et les redevances, indépendamment de la grosse dîme (quinzième gerbe), des menues dîmes (agneaux, cochons, chanvres, navettes , oies et camelines, et du pressoir banal. La seigneurie du village de Voipreux, avec haute, moyenne et basse justice; La seigneurie d'Ulmoi ; Dix autres censés et seigneuries, des terres, des bois , des prés : Un moulin à eau à Voipreux, un moulin à eau à Fulaines Saint-Quentin , près de l'étang ; un moulin à vent au-dessus du couvent. Un moulin à eau, dit Moulin aux Saulx près de Vertus ; le fief des Coulons, le fief d' Archambault ; la cense de la Croix et la ferme des Raulet à Etrechy, la cense Phelizat et la ferme de la Grande Noue à Voipreux ; une maison située à Vertus , rue des Grés. Les religieux possédaient en outre, à Vertus et ailleurs , des droits de cens annuel sur une foule de maisons, jardins , terres et vignes, en particulier sur la contrée des Belval.
Ils avaient, au châtel de Vertus, un four banal, auquel tous  pouvaient aller cuire leur pain en payant les redevances accoutumées. Deux foires furent établies à leur profit par les comtes de Champagne ; Elles se tinrent jusqu'à la révolution, sur la place de Mont-chenil, dans le ban de l'abbaye qui percevait les droits de foire. Ils possédaient encore les droits d'usage dans les forêts de Wassy et de Wandy près de Château-Thierry; et dans celle des moines de la Charmoie.

## Droit de patronage et dîmage
L'abbaye a le droit d'élire et de pourvoir aux cures des églises dont elle est patron, de prêtres qu'elle présente à l'ordination de l'évêque diocésain. C'est le droit de patronage, de présentation à l’évêque et de nomination d'un desservant aux églises ou cures (paroisses) où elle percevait les grosses dîmes : Fromentières, Aulnay-aux-Planches et Morains, Gionges et Fulaines, Villers-aux-Bois, Soulières et Etrechy, Voipreux et Chevigny, Avize, Grauves et Montgrimont et le prieuré de Notre-Dame de Grauves, Saint-Mard-les-Rouffy, Saint-Pierre-aux-Oies, Contault et Maison-Vigny, Champaubert, Pierre-Morains, Écollemont, Germinon, Joiselle, et Neuvy ; et en partie Trécon, Villeseneux et Conflans, Plivot, Les Istres-et-Bury, Coolus et Compertrix, etc..